# Fantastic Four: Rise of the Silver Surfer
Fantastic Four: Rise of the Silver Surfer ist ein Comic-Actionfilm aus dem Jahr 2007, basierend auf der Marvel-Comicreihe Die Fantastischen Vier. Es ist die Fortsetzung des 2005 veröffentlichten Films Fantastic Four. Regie führte erneut Tim Story.

## Handlung
Reed Richards und seine Verlobte Susan Storm stecken gerade in den Hochzeitsvorbereitungen, als überall auf der Welt unerklärliche Ereignisse geschehen: So fällt Schnee auf die Pyramiden von Gizeh in Ägypten, in der Suruga-Bucht in Japan versteinert sich das Wasser, und in Los Angeles kommt es ohne ersichtlichen Grund zu einem Total-Stromausfall. An verschiedenen Orten entstehen auch Krater, zudem wird ein fliegendes Objekt gesichtet, dessen silbriges Aussehen nicht näher bestimmt werden kann. Die US-Armee bittet den Wissenschaftler Reed um Hilfe, worauf der einen Sensor entwickelt, mit dem das fliegende Objekt weltweit über Satellit geortet werden kann.
Während der Hochzeitszeremonie von Reed und Susan in New York City schlägt der Sensor Alarm, als das Objekt direkt über der Stadt fliegt und dort einen Stromausfall verursacht. Die Hochzeit wird abgebrochen, und Susans Bruder Johnny nimmt als fliegende Fackel die Verfolgung des Objekts auf, das sich als der Silver Surfer herausstellt. Johnny wird von diesem über den Wolken außer Gefecht gesetzt und fällt ohnmächtig zurück zur Erde, kann jedoch kurz vor dem Aufprall wieder seine Flamme aktivieren und überlebt den Sturz. Durch seinen Kontakt mit dem Silver Surfer wurde Johnnys Molekülstruktur verändert, so dass er nun durch einfaches Berühren eines seiner Kollegen mit diesem die Kräfte tauschen kann.
Es stellt sich heraus, dass die ungewöhnlichen Vorkommnisse auf der Erde von der kosmischen Energie des Silver Surfers ausgelöst wurden, als dieser darüber flog. Als der Surfer über Hassenstadt in Latveria kreuzte, hatte er durch seine Energie den totgeglaubten Doctor Doom zum Leben erweckt.
Reed findet heraus, dass die Krater in einer bestimmten Reihenfolge auftreten, und berechnet das Auftreten des nächsten in London voraus. Als sie dort ankommen, bildet sich gerade der nächste Krater in der Themse vor dem London Eye, das dadurch einzustürzen droht. Die Fantastischen Vier können dies verhindern, durch eine Leichtsinnigkeit von Johnny geben sie jedoch während der Aktion keine gute Figur ab, sodass das Militär nicht mehr sicher ist, ob die Vier der Aufgabe gewachsen sind. In dieser Situation gelingt es Doctor Doom in seiner zivilen Form als Victor von Doom, das Vertrauen der Militärs zu erschleichen. Fortan sind die Vier verpflichtet, mit ihrem Erzfeind zusammenzuarbeiten, um gemeinsam die Welt zu retten. Nach seiner Erweckung zum Leben hatte Doom den Kontakt mit dem Silver Surfer im grönländischen Russell-Gletscher gesucht, wurde von diesem jedoch mit einem Energiestoß abgewiesen, der ihn als „Nebenwirkung“ wieder vollständig heilte.
Der nächste Krater entsteht in den Karpaten (im englischen Original im Schwarzwald), dort hat man den Plan, den Silver Surfer mit einem Tachyonen-Impuls von seinem Surfbrett zu trennen, das man als seine Energiequelle ausgemacht hatte. Susan begegnet dem Surfer, während sie einen der Peilsender aktiviert. Allerdings schießt das Militär auf die beiden, um den Surfer außer Gefecht zu setzen. Der Silver Surfer beschützt Susan vor den Raketen, und sie aktiviert den letzten Peilsender. Der Plan gelingt, und der nun machtlose Surfer wird nach Sibirien gebracht, wo er vom Militär gefangengehalten und gefoltert wird. Das Surfbrett wird ebenso dorthin gebracht, und Doom enthüllt bald seine tatsächliche Motivation der Zusammenarbeit: Er stiehlt das Surfbrett und erlangt dadurch noch größere Macht als zuvor.
Inzwischen finden die Fantastischen Vier heraus, dass der Surfer ein Bewohner eines fremden Planeten ist, dessen Vernichtung durch den Weltenzerstörer Galactus nur deswegen verhindert werden konnte, weil der Silver Surfer sich als dessen Herold verpflichtet hat, für ihn andere Planeten auszukundschaften, die Galactus als seine Nahrung verschlingen kann. Das Surfbrett dient dann zugleich als Sender, der Galactus herbeiruft. Zunächst als Bedrohung angesehen, entpuppt sich der Silver Surfer nun als tragische Figur, der seine Mission nur wegen einer Erpressung ausführt und sich schließlich auf die Seite der Fantastischen Vier stellt. Gemeinsam nehmen sie im herbeigerufenen Fantasticar die Verfolgung von Doom in Richtung Südostasien auf.
Als Doctor Doom schließlich in Shanghai versucht, den Silver Surfer zu töten, und einen Speer auf ihn schleudert, geht Susan mit ihrem Kraftfeld dazwischen, ihre Energie reicht allerdings nicht gegen die neu gewonnenen Kräfte von Doom aus, und der Speer trifft Susan tödlich. Nun geht Johnny aufs Ganze und lässt sich durch seine neue Fähigkeit alle Kräfte der anderen auf sich vereinen. Mit diesen geballten Kräften gelingt es ihm, Doom außer Gefecht zu setzen und diesen vom Surfbrett zu trennen. Der Silver Surfer nimmt sein Gefährt wieder an sich, und mit seinen wiedererlangten Kräften bringt er die tote Susan wieder ins Leben zurück.
Der Surfer hat sich inzwischen entschieden, seinem Herrscher Galactus nie wieder zu dienen. Er fliegt Galactus entgegen und zerstört diesen, indem er sich selbst in einer gigantischen Explosion opfert. Reed und Susan können schließlich ihre Hochzeitszeremonie in Japan erfolgreich abschließen.
Während des Abspanns sieht man nochmal den scheinbar toten Silver Surfer im Weltraum schweben, als dieser plötzlich seine Augen öffnet und sich sein Surfbrett wieder auf ihn zubewegt.

## Hintergrund

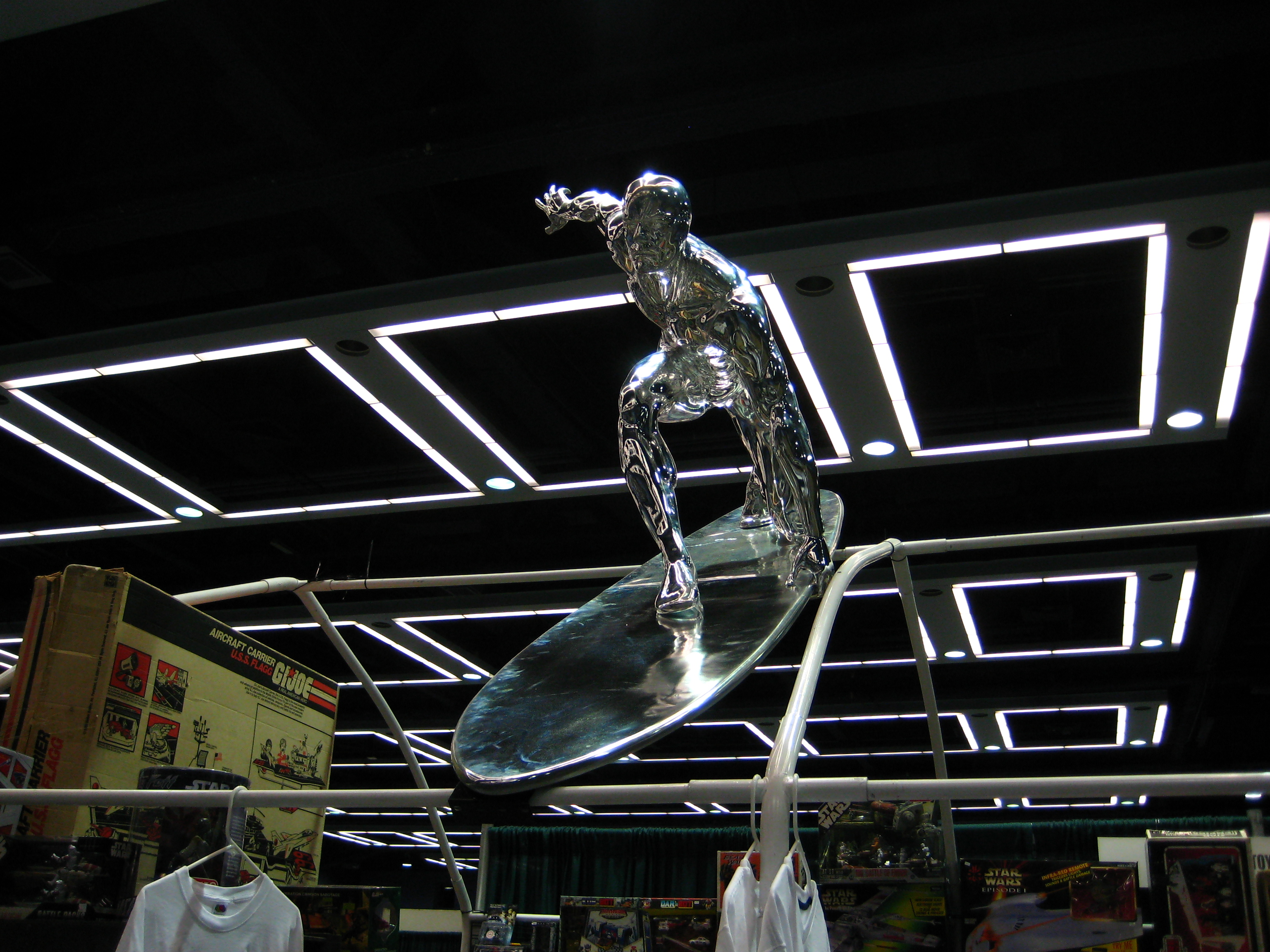
Standbild des Silver Surfers, wie er auch im Film dargestellt wird, auf der Emerald City Comic-Convention in Seattle, USA, 2008

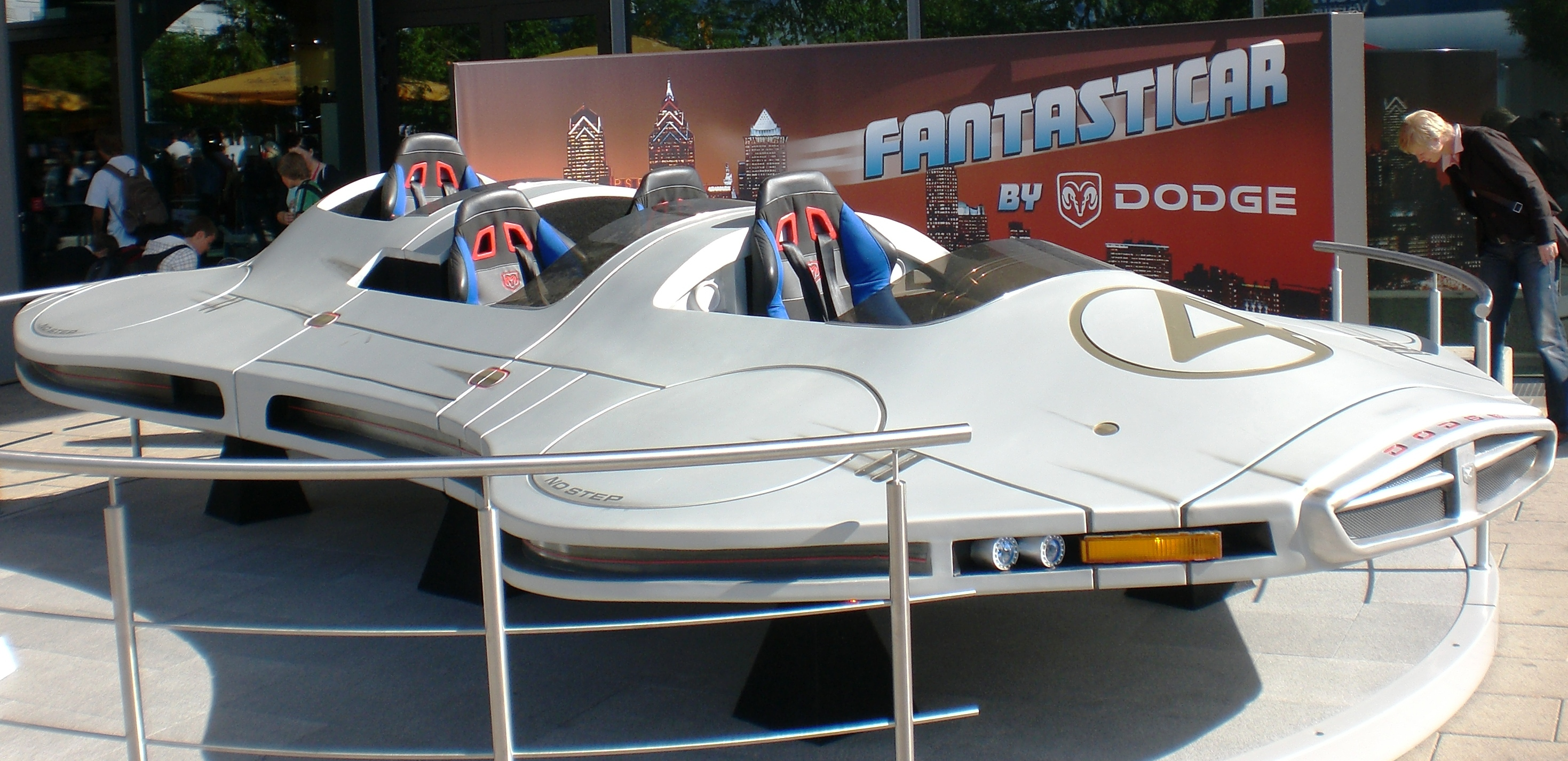
Das im Film vorkommende Dodge-Fantasticar auf der IAA

- Comicautor Stan Lee hat im Film einen Gastauftritt und spielt sich darin selbst als abgewiesener Besucher der Hochzeit.
- Der Silver Surfer wurde mit Hilfe eines eigens für den Film entwickelten Computerprogramms animiert. Die Motion-Capture-Vorlage für die Bewegungen dieser Figur lieferte der Schauspieler Doug Jones, die Stimme des Surfers wird im Original von Laurence Fishburne gesprochen, in der deutschen Synchronisation von Pascal Breuer.
- In den Vereinigten Staaten bekam der Film ein PG-Rating, was für einen Actionfilm eine niedrige Freigabe bedeutet. Demnach dürfen dort Kinder jeden Alters in Begleitung eines Erwachsenen den Film ansehen. Es ist der erste Marvel-Comics-Film nach Howard – Ein tierischer Held aus dem Jahr 1986, der diese Einstufung erhielt.
- Die Produktionskosten wurden auf rund 130 Millionen US-Dollar geschätzt. Der Film spielte in den Kinos weltweit rund 289 Millionen US-Dollar ein, davon rund 132 Millionen US-Dollar in den Vereinigten Staaten.[3]
- Die Dreharbeiten fanden vom 31. August 2006 bis 15. Dezember 2006 statt.
- Die Weltpremiere des Films war am 12. Juni 2007 in London. Kinostart in den Vereinigten Staaten war am 15. Juni 2007, in Deutschland am 14. August 2007.[4]
- Am 29. Mai 2007 wurde bekanntgegeben, dass der Film in Deutschland bereits am 2. August 2007 in die Kinos kommen würde.[5] Ursprünglich war der 14. August vorgesehen gewesen, um nicht mit dem in einem ähnlichen Filmgenre spielenden und ebenfalls am 2. August startenden Transformers konkurrieren zu müssen. Schließlich trieb der Wettbewerbsdruck den Verleiher am 27. Juni dazu, den Starttermin erneut nach hinten (auf den 9. August) zu verschieben, am 17. Juli dann nochmals um fünf Tage, sodass der deutsche Kinostart letztlich doch am 14. August 2007 erfolgte.[6][7]

## Kritiken
- Auf rottentomatoes.com wurde der Film mit 36 % bewertet. Der Konsens besagt, der Film sei zwar eine Verbesserung zum schwachen Vorgänger, nichtsdestotrotz sei es ein unreifer, allzu simpler Film, der wenig jenseits seiner Spezialeffekte zu bieten habe.[8]
- James Berardinelli bezeichnete den Film als „ermüdend“ und „zusammenhangslos“. Keiner der Schauspieler könne in seiner Darstellung überzeugen und seinem Charakter Tiefe verleihen, auch seien die Spezialeffekte und Actionsequenzen „seelenlos“ und „unspannend“. Insgesamt sei für ihn schon bezeichnend, dass der Film mit dem Anspruch eine gute Comicverfilmung zu sein, bereits eine PG-Freigabe erhalten habe.[9]
- Justin Chang schrieb in der Zeitschrift Variety, der Film sei „fröhlich doof“ und „zum Wegwerfen“. Die Charaktere seien sogar weniger deutlich gezeichnet als im Vorgängerfilm.[10]
- Das Lexikon des Internationalen Films urteilt: „Triviales Action- und Science-Fiction-Abenteuer in den vorhersehbaren Bahnen des Genres, das sich in seinen zahlreichen Effekten aus dem Computer dennoch etwas vom altmodischen Charme der Marvel-Comics-Vorlagen bewahrt. Solides ‚Gebrauchskino‘, das seine Vorbilder um so manchen aufgesetzten Anspruch entrümpelt.“[11]
- Sascha Keilholz meint bei critic.de, dass sich Plot und Dialoge ergänzen: „Sieb und breitmaschig-löchriges Netz auf der einen, klischeehafte Floskeln und bis zur Peinlichkeit Banales auf der anderen Seite.“ Zu Michael Chiklis bemerkt er, „Ausgerechnet der einzige Mime mit schauspielerischen Fähigkeiten bleibt im Kostüm des Things gebunden.“[12]

## Auszeichnungen
- Der Film wurde für einen Teen Choice Award 2007 in acht Kategorien nominiert, gewann jedoch keinen Preis.
- Für die MTV Movie Awards 2007 wurde der Film in der Kategorie Bester Sommer-Film, den Du bisher noch nicht gesehen hast nominiert.
- Für den Negativpreis Goldene Himbeere 2008 war Jessica Alba als Schlechteste Schauspielerin nominiert und zudem Jessica Alba zusammen mit Ioan Gruffudd als Schlechtestes Leinwandpaar.

## Soundtrack / Musik
Im Film verwendete Titel:
| Interpret                              | Titel                  |
| -------------------------------------- | ---------------------- |
| Eve                                    | Tambourine             |
| Clyde Carson                           | 2 Step                 |
| Nicole Scherzinger featuring Timbaland | Physical               |
| Julie Greaux                           | You Could B The One    |
| Julie Greaux & Sa-Ra                   | Drama Queen            |
| Classic                                | Rollin’                |
| Joseph Haydn                           | Kaiserquartett         |
| Franz Schubert                         | Streichquartett Nr. 13 |
| Johann Pachelbel                       | Kanon in D-Dur         |
| Richard Wagner                         | Hochzeitsmarsch        |
| Donavon Frankenreiter                  | Move By Yourself       |
| Eric Darken                            | Double Happiness       |
| John Ottman                            | Fantastic Proposal     |
| Simon Webbe                            | Ride The Storm         |

## Weitere Filme
- Für eine mögliche Fortsetzung der Filmreihe erklärte Alex Proyas, dass er die Regieführung wegen persönlicher Unstimmigkeiten mit den Fox-Studios ablehnen würde.[14]
- Im Sommer 2009 bestätigte 20th Century Fox einen Neustart der Fantastic-Four-Filmreihe. Akiva Goldsman wurde als Produzent engagiert, Michael Green als Drehbuchautor[15] und Josh Trank als Regisseur. Der Film kam in den Vereinigten Staaten im Sommer 2015 in die Kinos.[16]